# Pháp-Việt Đề huề
Pháp-Việt Đề huề (法越提携, tiếng Pháp: Collaboration franco-annamite, n.đ. 'Hợp tác Pháp Quốc - An Nam') là một chính sách của chính quyền thực dân Pháp ở Đông Dương bắt đầu vào thập niên 1910 để đối phó với phong trào đối lập của người Việt.

## Bối cảnh
Việc thành lập Liên bang Đông Dương năm 1900 đã củng cố địa vị chính trị của người Pháp trên sáu xứ Trung, Nam, Bắc Kỳ, Cao Miên, Lào, và Quảng Châu Loan nhưng chính quyền Bảo hộ vẫn phải đối diện với sự phản kháng liên tục bằng võ lực, nhất là của người Việt. Phong trào Duy Tân (1900-1908) chưa bị dập tắt hẳn thì xảy ra vụ Hà Thành đầu độc (1907), tiếp theo là Trung Kỳ dân biến (1908-9), Việt Nam Quang phục Hội gây bạo động (1912-4), vua Duy Tân bôn tẩu (1916) rồi đến cuộc Khởi nghĩa Thái Nguyên (1917).
Trong khoảng thời gian đó người Pháp tìm cách vô hiệu hóa sự chống đối bằng một chính sách mới đối với người Việt. Thay vì viễn cảnh thống trị vô hạn định, thực dân Pháp vẽ ra một tương lai mới với địa vị nước Pháp dìu dắt và khai hóa dân tộc Việt. Chính sách đó có tên là Pháp Việt Đề huề.

## Thực hiện
Để tỏ ra nhân nhượng với nguyện vọng dân Việt Toàn quyền Đông Dương Antony Klobukowski cho ân xá nhà chí sĩ Phan Châu Trinh rồi trích công quỹ để đưa ông sang Pháp. Toàn quyền Albert Sarraut càng đề cao chính sách này và theo nghị quyết ngày 20 tháng 10 năm 1911 cho thiết lập hội đồng tỉnh ở các tỉnh Bắc Kỳ, sau lại thêm ở Trung Kỳ kể từ năm 1913 cho dân bản xứ được tham gia chính sự. Cũng năm đó viên công chức bản xứ đầu tiên được bổ nhiệm. Chủ đích của nhà cầm quyền là lôi cuốn giới thượng lưu người Việt vào guồng máy cai trị của Pháp.
Đông Dương tạp chí (1913), báo Nam Phong (1917) và hội AFIMA, (1919) là những dự án của chính quyền được thực hiện về mặt văn hóa.
Về mặt chính trị, nhà cầm quyền Pháp muốn chiêu dụ những nhà phản kháng trong cũng như ngoài nước. Hoàng thân Cường Để lúc đầu cũng muốn tìm hiểu thêm về ý định của Pháp nhưng sau khước từ hợp tác.
Phan Bội Châu và Phan Châu Trinh đều có những thẩm định về chính sách Pháp-Việt Đề huề như trong cuốn Pháp-Việt Đề huề luận (1918) của Phan Bội Châu và Pháp-Việt Liên hiệp hậu chi tân Việt Nam của Phan Châu Trinh trong đó có lời kêu gọi người Pháp và người Việt hãy hợp tác trên cơ sở bình đẳng.